# كأس روسيا البيضاء 2012–13
كأس روسيا البيضاء 2012–13 (بالروسية: Кубок Белоруссии по футболу 2012/2013)‏ هو الموسم 22 من كأس روسيا البيضاء. أقيم خلال الفترة 13 يونيو 2012 وحتى 26 مايو 2013، وأشرف على تنظيمه اتحاد روسيا البيضاء لكرة القدم، وكان عدد الأندية المشاركة فيه 48، وفاز فيه نادي مينسك.